# Lista siturilor arheologice din județul Botoșani
Lista siturilor arheologice din județul Botoșani conține toate siturile arheologice din județul Botoșani înscrise în Repertoriul Arheologic Național (RAN). RAN este administrat de Ministerul Culturii și Patrimoniului Național și cuprinde date științifice, cartografice, topografice, imagini și planuri, precum și orice alte informații privitoare la zonele cu potențial arheologic, studiate sau nu, încă existente sau dispărute.
Datorită numărului mare de situri, această listă a fost împărțită după localitatea în care se află situl. Dacă știți localitatea (satul sau orașul) în care se află situl, alegeți localitatea din lista din această pagină. Dacă nu știți localitatea, puteți căuta un sit din județ folosind formularul de mai jos.
| A ↑ A B C D E F G H I Î J K L M N O P Q R S Ș T Ț U V W X Y Z ↓ | A ↑ A B C D E F G H I Î J K L M N O P Q R S Ș T Ț U V W X Y Z ↓ | A ↑ A B C D E F G H I Î J K L M N O P Q R S Ș T Ț U V W X Y Z ↓ | A ↑ A B C D E F G H I Î J K L M N O P Q R S Ș T Ț U V W X Y Z ↓ | A ↑ A B C D E F G H I Î J K L M N O P Q R S Ș T Ț U V W X Y Z ↓ | A ↑ A B C D E F G H I Î J K L M N O P Q R S Ș T Ț U V W X Y Z ↓ | A ↑ A B C D E F G H I Î J K L M N O P Q R S Ș T Ț U V W X Y Z ↓ | A ↑ A B C D E F G H I Î J K L M N O P Q R S Ș T Ț U V W X Y Z ↓ | A ↑ A B C D E F G H I Î J K L M N O P Q R S Ș T Ț U V W X Y Z ↓ | A ↑ A B C D E F G H I Î J K L M N O P Q R S Ș T Ț U V W X Y Z ↓ |
| --------------------------------------------------------------- | --------------------------------------------------------------- | --------------------------------------------------------------- | --------------------------------------------------------------- | --------------------------------------------------------------- | --------------------------------------------------------------- | --------------------------------------------------------------- | --------------------------------------------------------------- | --------------------------------------------------------------- | --------------------------------------------------------------- |
| Adășeni                                                         | Agafton                                                         | Albești                                                         | Arborea                                                         | Aurel Vlaicu                                                    |                                                                 |                                                                 |                                                                 |                                                                 |                                                                 |
| Avram Iancu                                                     | Avrămeni                                                        |                                                                 |                                                                 |                                                                 |                                                                 |                                                                 |                                                                 |                                                                 |                                                                 |
| B ↑ A B C D E F G H I Î J K L M N O P Q R S Ș T Ț U V W X Y Z ↓ |                                                                 |                                                                 |                                                                 |                                                                 |                                                                 |                                                                 |                                                                 |                                                                 |                                                                 |
| Bajura                                                          | Balinți                                                         | Baranca                                                         | Băbiceni                                                        | Bădărăi                                                         |                                                                 |                                                                 |                                                                 |                                                                 |                                                                 |
| Bădiuți                                                         | Băiceni                                                         | Bălușeni                                                        | Bălușenii Noi                                                   | Bătrânești                                                      |                                                                 |                                                                 |                                                                 |                                                                 |                                                                 |
| Bârsănești                                                      | Belcea                                                          | Berza                                                           | Bivolari                                                        | Blândești                                                       |                                                                 |                                                                 |                                                                 |                                                                 |                                                                 |
| Bobulești                                                       | Bodeasa                                                         | Bogdănești                                                      | Borolea                                                         | Borzești                                                        |                                                                 |                                                                 |                                                                 |                                                                 |                                                                 |
| Boscoteni                                                       | Botoșani                                                        | Bozieni                                                         | Brăești                                                         | Brăteni                                                         |                                                                 |                                                                 |                                                                 |                                                                 |                                                                 |
| Brehuiești                                                      | Broscăuți                                                       | Broșteni                                                        | Bucecea                                                         | Buhăceni                                                        |                                                                 |                                                                 |                                                                 |                                                                 |                                                                 |
| Buimăceni                                                       | Burla                                                           | Burlești                                                        | Buzeni                                                          |                                                                 |                                                                 |                                                                 |                                                                 |                                                                 |                                                                 |
| C ↑ A B C D E F G H I Î J K L M N O P Q R S Ș T Ț U V W X Y Z ↓ |                                                                 |                                                                 |                                                                 |                                                                 |                                                                 |                                                                 |                                                                 |                                                                 |                                                                 |
| Caraiman                                                        | Carasa                                                          | Călărași                                                        | Călinești                                                       | Călugăreni                                                      |                                                                 |                                                                 |                                                                 |                                                                 |                                                                 |
| Cătămărești                                                     | Cătămărești-Deal                                                | Câmpeni                                                         | Cândești                                                        | Cerbu                                                           |                                                                 |                                                                 |                                                                 |                                                                 |                                                                 |
| Cerchejeni                                                      | Cernești                                                        | Cervicești                                                      | Chitoveni                                                       | Cismănești                                                      |                                                                 |                                                                 |                                                                 |                                                                 |                                                                 |
| Codreni                                                         | Concești                                                        | Copălău                                                         | Cordăreni                                                       | Corjăuți                                                        |                                                                 |                                                                 |                                                                 |                                                                 |                                                                 |
| Corlăteni                                                       | Corni                                                           | Costești                                                        | Cosuleni                                                        | Coștiugeni                                                      |                                                                 |                                                                 |                                                                 |                                                                 |                                                                 |
| Coșula                                                          | Cotârgaci                                                       | Cotu                                                            | Cotu Miculinți                                                  | Coțușca                                                         |                                                                 |                                                                 |                                                                 |                                                                 |                                                                 |
| Crasnaleuca                                                     | Cristești                                                       | Cristinești                                                     | Cucorani                                                        | Cucuteni                                                        |                                                                 |                                                                 |                                                                 |                                                                 |                                                                 |
| Curtești                                                        | Cuza Vodă                                                       | Cuzlău                                                          |                                                                 |                                                                 |                                                                 |                                                                 |                                                                 |                                                                 |                                                                 |
| D ↑ A B C D E F G H I Î J K L M N O P Q R S Ș T Ț U V W X Y Z ↓ |                                                                 |                                                                 |                                                                 |                                                                 |                                                                 |                                                                 |                                                                 |                                                                 |                                                                 |
| Dacia                                                           | Darabani                                                        | Dămideni                                                        | Dângeni                                                         | Dealu Crucii                                                    |                                                                 |                                                                 |                                                                 |                                                                 |                                                                 |
| Dersca                                                          | Dimăcheni                                                       | Dimitrie Cantemir                                               | Dobârceni                                                       | Doina                                                           |                                                                 |                                                                 |                                                                 |                                                                 |                                                                 |
| Dolina                                                          | Dorobanți                                                       | Dorohoi                                                         | Dracșani                                                        | Dragalina                                                       |                                                                 |                                                                 |                                                                 |                                                                 |                                                                 |
| Draxini                                                         | Drăgușeni                                                       | Drislea                                                         | Dumbrăvița                                                      | Dumeni                                                          |                                                                 |                                                                 |                                                                 |                                                                 |                                                                 |
| Durnești                                                        |                                                                 |                                                                 |                                                                 |                                                                 |                                                                 |                                                                 |                                                                 |                                                                 |                                                                 |
| E ↑ A B C D E F G H I Î J K L M N O P Q R S Ș T Ț U V W X Y Z ↓ |                                                                 |                                                                 |                                                                 |                                                                 |                                                                 |                                                                 |                                                                 |                                                                 |                                                                 |
| Eșanca                                                          |                                                                 |                                                                 |                                                                 |                                                                 |                                                                 |                                                                 |                                                                 |                                                                 |                                                                 |
| F ↑ A B C D E F G H I Î J K L M N O P Q R S Ș T Ț U V W X Y Z ↓ |                                                                 |                                                                 |                                                                 |                                                                 |                                                                 |                                                                 |                                                                 |                                                                 |                                                                 |
| Flămânzi                                                        | Flondora                                                        | Florești                                                        | Frumușica                                                       | Fundu Herții                                                    |                                                                 |                                                                 |                                                                 |                                                                 |                                                                 |
| G ↑ A B C D E F G H I Î J K L M N O P Q R S Ș T Ț U V W X Y Z ↓ |                                                                 |                                                                 |                                                                 |                                                                 |                                                                 |                                                                 |                                                                 |                                                                 |                                                                 |
| Galbeni                                                         | Gârbeni                                                         | Gârbești                                                        | George Coșbuc                                                   | George Enescu                                                   |                                                                 |                                                                 |                                                                 |                                                                 |                                                                 |
| Ghireni                                                         | Gorbănești                                                      | Gorovei                                                         | Grivița                                                         | Guranda                                                         |                                                                 |                                                                 |                                                                 |                                                                 |                                                                 |
| H ↑ A B C D E F G H I Î J K L M N O P Q R S Ș T Ț U V W X Y Z ↓ |                                                                 |                                                                 |                                                                 |                                                                 |                                                                 |                                                                 |                                                                 |                                                                 |                                                                 |
| Havârna                                                         | Hănești                                                         | Hilișeu-Cloșca                                                  | Hilișeu-Horia                                                   | Hlipiceni                                                       |                                                                 |                                                                 |                                                                 |                                                                 |                                                                 |
| Horia                                                           | Horlăceni                                                       | Horodiștea                                                      | Hrișcani                                                        | Hudești                                                         |                                                                 |                                                                 |                                                                 |                                                                 |                                                                 |
| Hulub                                                           | Huțani                                                          |                                                                 |                                                                 |                                                                 |                                                                 |                                                                 |                                                                 |                                                                 |                                                                 |
| I ↑ A B C D E F G H I Î J K L M N O P Q R S Ș T Ț U V W X Y Z ↓ |                                                                 |                                                                 |                                                                 |                                                                 |                                                                 |                                                                 |                                                                 |                                                                 |                                                                 |
| Iacobeni                                                        | Ibănești                                                        | Ichimeni                                                        | Icușeni                                                         | Ilișeni                                                         |                                                                 |                                                                 |                                                                 |                                                                 |                                                                 |
| Ionășeni                                                        | Iorga                                                           | Ipotești                                                        | Iurești                                                         |                                                                 |                                                                 |                                                                 |                                                                 |                                                                 |                                                                 |
| J ↑ A B C D E F G H I Î J K L M N O P Q R S Ș T Ț U V W X Y Z ↓ |                                                                 |                                                                 |                                                                 |                                                                 |                                                                 |                                                                 |                                                                 |                                                                 |                                                                 |
| Jijia                                                           | Joldești                                                        |                                                                 |                                                                 |                                                                 |                                                                 |                                                                 |                                                                 |                                                                 |                                                                 |
| L ↑ A B C D E F G H I Î J K L M N O P Q R S Ș T Ț U V W X Y Z ↓ |                                                                 |                                                                 |                                                                 |                                                                 |                                                                 |                                                                 |                                                                 |                                                                 |                                                                 |
| Leorda                                                          | Libertatea                                                      | Lișmănița                                                       | Livada                                                          | Liveni                                                          |                                                                 |                                                                 |                                                                 |                                                                 |                                                                 |
| Loturi                                                          | Loturi Enescu                                                   | Lozna                                                           | Lunca                                                           | Lupăria                                                         |                                                                 |                                                                 |                                                                 |                                                                 |                                                                 |
| M ↑ A B C D E F G H I Î J K L M N O P Q R S Ș T Ț U V W X Y Z ↓ |                                                                 |                                                                 |                                                                 |                                                                 |                                                                 |                                                                 |                                                                 |                                                                 |                                                                 |
| Manoleasa                                                       | Manoleasa-Prut                                                  | Mateieni                                                        | Mășcăteni                                                       | Mânăstirea Doamnei                                              |                                                                 |                                                                 |                                                                 |                                                                 |                                                                 |
| Mânăstireni                                                     | Mândrești                                                       | Mesteacăn                                                       | Mihai Eminescu                                                  | Mihail Kogălniceanu                                             |                                                                 |                                                                 |                                                                 |                                                                 |                                                                 |
| Mihai Viteazu                                                   | Mihăileni                                                       | Mihălășeni                                                      | Mileanca                                                        | Miletin                                                         |                                                                 |                                                                 |                                                                 |                                                                 |                                                                 |
| Miorcani                                                        | Miron Costin                                                    | Mitoc                                                           | Mlenăuți                                                        | Moara Jorii                                                     |                                                                 |                                                                 |                                                                 |                                                                 |                                                                 |
| Movileni                                                        | Murguța                                                         |                                                                 |                                                                 |                                                                 |                                                                 |                                                                 |                                                                 |                                                                 |                                                                 |
| N ↑ A B C D E F G H I Î J K L M N O P Q R S Ș T Ț U V W X Y Z ↓ |                                                                 |                                                                 |                                                                 |                                                                 |                                                                 |                                                                 |                                                                 |                                                                 |                                                                 |
| Năstase                                                         | Negreni                                                         | Negrești                                                        | Nichiteni                                                       | Nicolae Bălcescu                                                |                                                                 |                                                                 |                                                                 |                                                                 |                                                                 |
| Niculcea                                                        |                                                                 |                                                                 |                                                                 |                                                                 |                                                                 |                                                                 |                                                                 |                                                                 |                                                                 |
| O ↑ A B C D E F G H I Î J K L M N O P Q R S Ș T Ț U V W X Y Z ↓ |                                                                 |                                                                 |                                                                 |                                                                 |                                                                 |                                                                 |                                                                 |                                                                 |                                                                 |
| Oneaga                                                          | Orășeni-Deal                                                    | Oroftiana                                                       |                                                                 |                                                                 |                                                                 |                                                                 |                                                                 |                                                                 |                                                                 |
| P ↑ A B C D E F G H I Î J K L M N O P Q R S Ș T Ț U V W X Y Z ↓ |                                                                 |                                                                 |                                                                 |                                                                 |                                                                 |                                                                 |                                                                 |                                                                 |                                                                 |
| Panaitoaia                                                      | Pădureni                                                        | Păltiniș                                                        | Păun                                                            | Petricani                                                       |                                                                 |                                                                 |                                                                 |                                                                 |                                                                 |
| Pleșani                                                         | Plopenii Mari                                                   | Plopenii Mici                                                   | Podriga                                                         | Pogorăști                                                       |                                                                 |                                                                 |                                                                 |                                                                 |                                                                 |
| Poiana                                                          | Pomârla                                                         | Popeni                                                          | Prăjeni                                                         | Prisăcani                                                       |                                                                 |                                                                 |                                                                 |                                                                 |                                                                 |
| Progresul                                                       | Puțureni                                                        |                                                                 |                                                                 |                                                                 |                                                                 |                                                                 |                                                                 |                                                                 |                                                                 |
| R ↑ A B C D E F G H I Î J K L M N O P Q R S Ș T Ț U V W X Y Z ↓ |                                                                 |                                                                 |                                                                 |                                                                 |                                                                 |                                                                 |                                                                 |                                                                 |                                                                 |
| Racovăț                                                         | Răchiți                                                         | Rădeni                                                          | Răuseni                                                         | Rânghilești                                                     |                                                                 |                                                                 |                                                                 |                                                                 |                                                                 |
| Rânghilești-Deal                                                | Recia-Verbia                                                    | Rediu                                                           | Ripiceni                                                        | Rogojești                                                       |                                                                 |                                                                 |                                                                 |                                                                 |                                                                 |
| Roma                                                            | Românești                                                       | Roșiori                                                         |                                                                 |                                                                 |                                                                 |                                                                 |                                                                 |                                                                 |                                                                 |
| S ↑ A B C D E F G H I Î J K L M N O P Q R S Ș T Ț U V W X Y Z ↓ |                                                                 |                                                                 |                                                                 |                                                                 |                                                                 |                                                                 |                                                                 |                                                                 |                                                                 |
| Sadoveni                                                        | Santa Mare                                                      | Sat Nou                                                         | Saucenița                                                       | Sărata                                                          |                                                                 |                                                                 |                                                                 |                                                                 |                                                                 |
| Sărata-Basarab                                                  | Sărata-Drăgușeni                                                | Săveni                                                          | Sârbi                                                           | Schit-Orășeni                                                   |                                                                 |                                                                 |                                                                 |                                                                 |                                                                 |
| Scutari                                                         | Seliștea                                                        | Silișcani                                                       | Siliștea                                                        | Slobozia                                                        |                                                                 |                                                                 |                                                                 |                                                                 |                                                                 |
| Slobozia Hănești                                                | Slobozia Silișcani                                              | Smârdan                                                         | Socrujeni                                                       | Soroceni                                                        |                                                                 |                                                                 |                                                                 |                                                                 |                                                                 |
| Stăuceni                                                        | Stânca                                                          | Stâncești                                                       | Stolniceni                                                      | Strahotin                                                       |                                                                 |                                                                 |                                                                 |                                                                 |                                                                 |
| Străteni                                                        | Stroiești                                                       | Suharău                                                         | Sulița                                                          |                                                                 |                                                                 |                                                                 |                                                                 |                                                                 |                                                                 |
| Ș ↑ A B C D E F G H I Î J K L M N O P Q R S Ș T Ț U V W X Y Z ↓ |                                                                 |                                                                 |                                                                 |                                                                 |                                                                 |                                                                 |                                                                 |                                                                 |                                                                 |
| Șendriceni                                                      | Șoldănești                                                      | Ștefănești                                                      | Știubieni                                                       | Șupitca                                                         |                                                                 |                                                                 |                                                                 |                                                                 |                                                                 |
| T ↑ A B C D E F G H I Î J K L M N O P Q R S Ș T Ț U V W X Y Z ↓ |                                                                 |                                                                 |                                                                 |                                                                 |                                                                 |                                                                 |                                                                 |                                                                 |                                                                 |
| Tătărășeni                                                      | Timuș                                                           | Tocileni                                                        | Todireni                                                        | Trușești                                                        |                                                                 |                                                                 |                                                                 |                                                                 |                                                                 |
| Tudora                                                          | Tudor Vladimirescu                                              |                                                                 |                                                                 |                                                                 |                                                                 |                                                                 |                                                                 |                                                                 |                                                                 |
| U ↑ A B C D E F G H I Î J K L M N O P Q R S Ș T Ț U V W X Y Z ↓ |                                                                 |                                                                 |                                                                 |                                                                 |                                                                 |                                                                 |                                                                 |                                                                 |                                                                 |
| Ungureni                                                        | Unguroaia                                                       | Unțeni                                                          |                                                                 |                                                                 |                                                                 |                                                                 |                                                                 |                                                                 |                                                                 |
| V ↑ A B C D E F G H I Î J K L M N O P Q R S Ș T Ț U V W X Y Z ↓ |                                                                 |                                                                 |                                                                 |                                                                 |                                                                 |                                                                 |                                                                 |                                                                 |                                                                 |
| Văculești                                                       | Vânători                                                        | Vârfu Câmpului                                                  | Vicoleni                                                        | Victoria                                                        |                                                                 |                                                                 |                                                                 |                                                                 |                                                                 |
| Viforeni                                                        | Viișoara                                                        | Viișoara Mică                                                   | Vițcani                                                         | Vîlcelele                                                       |                                                                 |                                                                 |                                                                 |                                                                 |                                                                 |
| Vlădeni                                                         | Vlădeni-Deal                                                    | Vlăsinești                                                      | Vorniceni                                                       | Vorona                                                          |                                                                 |                                                                 |                                                                 |                                                                 |                                                                 |
| Vorona Mare                                                     | Vorona-Teodoru                                                  |                                                                 |                                                                 |                                                                 |                                                                 |                                                                 |                                                                 |                                                                 |                                                                 |
| Z ↑ A B C D E F G H I Î J K L M N O P Q R S Ș T Ț U V W X Y Z ↓ |                                                                 |                                                                 |                                                                 |                                                                 |                                                                 |                                                                 |                                                                 |                                                                 |                                                                 |
| Zahoreni                                                        | Zăicești                                                        | Zlătunoaia                                                      | Zoițani                                                         |                                                                 |                                                                 |                                                                 |                                                                 |                                                                 |                                                                 |